# Підсклянник

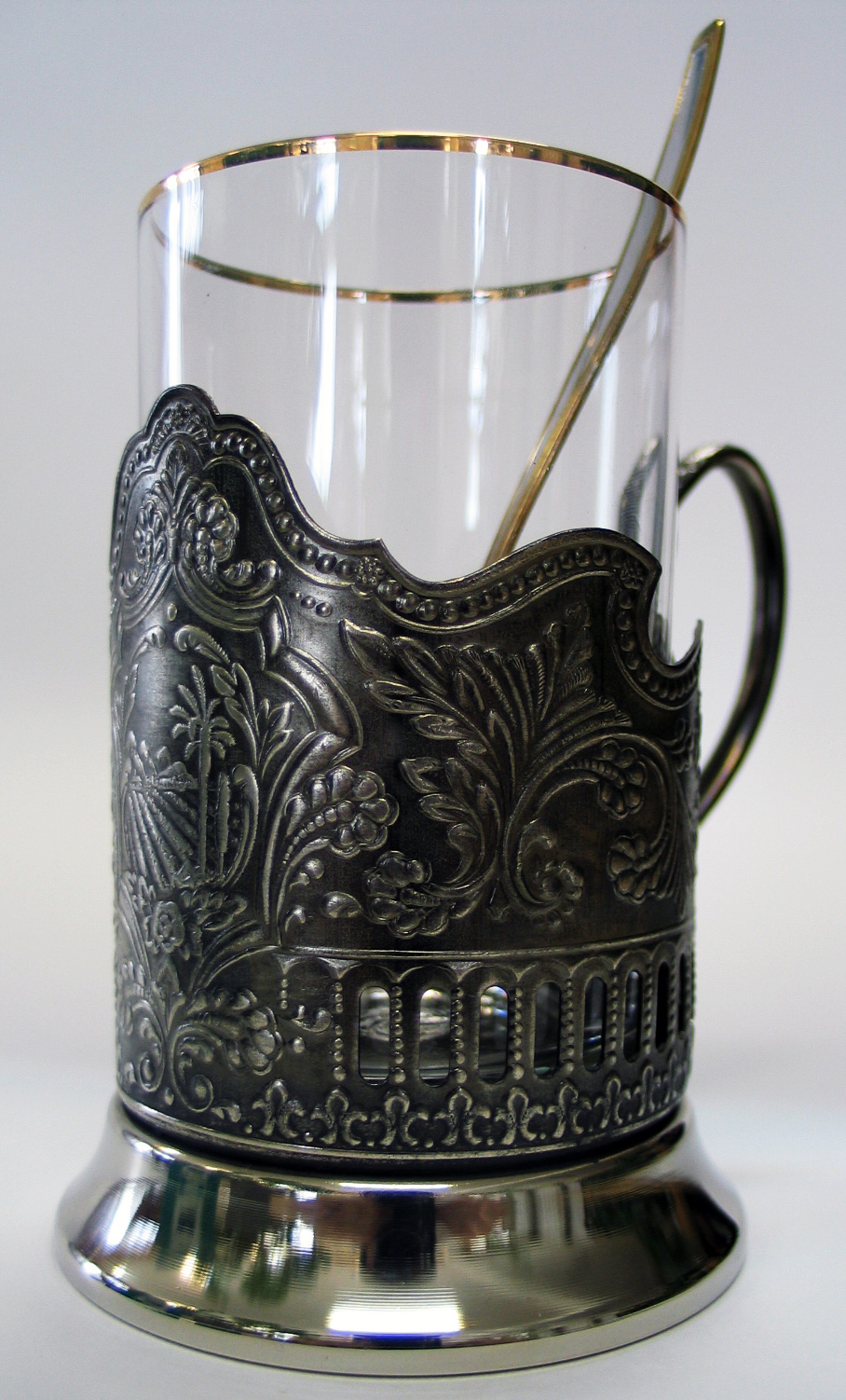
Класичний підсклянник «Пальма» («Новий Крим»)

Підскля́нник, підстака́нник — підставка, що охоплює і підтримує склянку (стакан), і має ручку для того, щоб вживати гарячий чай, не опікаючи долоні. В Україні, Білорусі, Росії та інших країнах колишнього СРСР підсклянник традиційно використовуються в залізничному транспорті як обов'язковий елемент сервірування столу (їхнє використання значно підвищує сталість склянок).
Вважається, що підсклянники сучасної форми з'явилися в російських пасажирських поїздах під час перебування С. Ю. Вітте директором Департаменту залізничних справ Міністерства фінансів (з 1889 р.) і міністром шляхів сполучення Російської імперії (в 1892 р.). Згодом підсклянники стали часто використовуватися під час традиційного чаювання біля самовара, увійшли в культуру більшості народів колишнього СРСР та почали вироблятися у великій кількості та різноманітного дизайну на багатьох виробництвах металевого посуду.
Найбільше виробництво підсклянників розташоване в місті Кольчугіно Владимирської області Росії на заводі столових приладів і посуду з кольорових металів, заснованому купцем О. Г. Кольчугіним в XIX столітті як частина металургійної мануфактури.
Більшість сучасних підсклянників виробляються з мельхіору (нейзильберу), латуні, міді та срібла. Як захисне декоративне покриття при виготовленні використовують срібло, золото, нікель.
Для надання рисунка характерної рельєфності і контрасту може застосовуватися процедура чорніння. Поверхню готового виробу полірують, після чого вона набуває характерного блиску. Як правило, вироби роблять методом карбування, що передбачає виготовлення окремого інструмента (штампа) для кожного підсклянника.
У деяких випадках для персоналізації на найпоширеніші серійні вироби наносять логотип методом лазерного гравіювання. Лазерне гравіювання може використовуватися і для оригінального нанесення написів на готовому виробі, або при розміщенні художнього тексту на золотому і срібному покритті.
Також виробляються підсклянники з алюмінію та нержавіючої сталі, як правило вони максимально прості та дешеві. Сьогодні у вагонах українських потягів зазвичай використовуються саме такі підсклянники, а традиційні мельхіорові та латунні підсклянники все частіше відносять до категорії сувенірів, предметів святкового сервірування тощо.